# Wincenty But
Wincenty But (ur. 10 marca 1890 w Wojsławiu, zm. 1940 w Charkowie) – podpułkownik łączności Wojska Polskiego, działacz niepodległościowy, ofiara zbrodni katyńskiej.

## Życiorys
Urodził się 10 marca 1890 w Wojsławiu, w ówczesnym powiecie mieleckim Królestwa Galicji i Lodomerii, w rodzinie Jana i Antoniny z Drzyzgów. W czerwcu 1913 zakończył naukę w ósmej klasie i zdał maturę w c. k. Gimnazjum w Mielcu. Zamierzał studiować agronomię. Był członkiem Polskich Drużyn Strzeleckich. W latach 1913–1918 pełnił służbę w cesarskiej i królewskiej armii.
W 1918 został przyjęty do Wojska Polskiego i przydzielony do 1 batalionu telegraficznego. 9 września 1920 został zatwierdzony w stopniu kapitana z dniem 1 kwietnia 1920 w Korpusie Wojsk Łączności, w grupie oficerów byłej armii austro-węgierskiej. Pełnił wówczas służbę w 1 batalionie telegraficznym szkolnym.
1 czerwca 1921 pełnił służbę w 1 batalionie zapasowym telegraficznym. 3 maja 1922 został zweryfikowany w stopniu kapitana ze starszeństwem z dniem 1 czerwca 1919 i 25. lokatą w korpusie oficerów łączności. W 1923 pełnił obowiązki dowódcy II batalionu telegraficznego 1 pułku łączności w Zegrzu. 8 kwietnia 1924 został przydzielony do Departamentu VI Ministerstwa Spraw Wojskowych. 28 sierpnia 1924 został przydzielony do 1 pułku łączności. Z dniem 1 października 1924 został wyznaczony na stanowisko dowódcy V batalionu 1 płącz. 1 grudnia 1924 awansował na majora ze starszeństwem z dniem 15 sierpnia 1924 i 6. lokatą w korpusie oficerów łączności. 12 stycznia 1927 został wyznaczony na stanowisko kwatermistrza 1 pułku łączności w Zegrzu. W 1928 pełnił służbę w Departamencie Inżynierii Ministerstwa Spraw Wojskowych. We wrześniu 1930 zastąpił majora Jana Kaczmarka na stanowisku I oficera sztabu w Dowództwie 1 Grupy Łączności w Warszawie. Z dniem 16 listopada 1932 został powołany w charakterze słuchacza na III pięciomiesięczny informacyjny kurs dla oficerów sztabowych łączności przy Ministerstwie Poczt i Telegrafów. W 1934, po likwidacji 1 Grupy Łączności, został wyznaczony na stanowisko zastępcy komendanta Centrum Wyszkolenia Łączności w Zegrzu. Z dniem 1 grudnia 1934 został przeniesiony do Kierownictwa Zaopatrzenia Wojsk Łączności w Warszawie. W 1939 pełnił służbę w Dowództwie Wojsk Łączności Ministerstwa Spraw Wojskowych w Warszawie na stanowisku szefa Wydziału Wyszkolenia. Na podpułkownika został awansowany ze starszeństwem z dniem 19 marca 1939 i 1. lokatą w korpusie oficerów łączności, grupa techniczna.
W czasie kampanii wrześniowej 1939 był szefem łączności Dowództwa Grupy Obrony Lwowa. Po agresji ZSRR na Polskę i kapitulacji załogi Lwowa dostał się do niewoli sowieckiej. Przebywał w obozie w Starobielsku. Wiosną 1940 został zamordowany przez funkcjonariuszy NKWD w Charkowie i pogrzebany potajemnie w bezimiennej mogile zbiorowej w Piatichatkach, gdzie od 17 czerwca 2000 mieści się oficjalnie Cmentarz Ofiar Totalitaryzmu w Charkowie. Figuruje na tzw. liście Gajdideja (poz. 81).
5 października 2007 minister obrony narodowej Aleksander Szczygło mianował go pośmiertnie na stopień pułkownika. Awans został ogłoszony 9 listopada 2007 w Warszawie, w trakcie uroczystości „Katyń Pamiętamy – Uczcijmy Pamięć Bohaterów”.

## Ordery i odznaczenia
- Złoty Krzyż Zasługi – 19 marca 1936 „za zasługi w służbie wojskowej”[27][28]
- Medal Niepodległości – 24 października 1931 „za pracę w dziele odzyskania niepodległości”[29][30]
- Medal Pamiątkowy za Wojnę 1918–1921
- Medal Dziesięciolecia Odzyskanej Niepodległości